# 1780 год
1780 (ты́сяча семьсо́т восьмидеся́тый) год  по григорианскому календарю — високосный год, начинающийся в субботу. Это 1780 год нашей эры, 10‑й год 8‑го десятилетия XVIII века 2‑го тысячелетия, 1‑й год 1780‑х годов. Он закончился 245 лет назад.
| Пн | Вт | Ср | Чт | Пт | Сб | Вс |
|    |    |    |    |    | 1  | 2  |
| 3  | 4  | 5  | 6  | 7  | 8  | 9  |
| 10 | 11 | 12 | 13 | 14 | 15 | 16 |
| 17 | 18 | 19 | 20 | 21 | 22 | 23 |
| 24 | 25 | 26 | 27 | 28 | 29 | 30 |
| 31 |    |    |    |    |    |    |

| Пн | Вт | Ср | Чт | Пт | Сб | Вс |
|    | 1  | 2  | 3  | 4  | 5  | 6  |
| 7  | 8  | 9  | 10 | 11 | 12 | 13 |
| 14 | 15 | 16 | 17 | 18 | 19 | 20 |
| 21 | 22 | 23 | 24 | 25 | 26 | 27 |
| 28 | 29 |    |    |    |    |    |

| Пн | Вт | Ср | Чт | Пт | Сб | Вс |
|    |    | 1  | 2  | 3  | 4  | 5  |
| 6  | 7  | 8  | 9  | 10 | 11 | 12 |
| 13 | 14 | 15 | 16 | 17 | 18 | 19 |
| 20 | 21 | 22 | 23 | 24 | 25 | 26 |
| 27 | 28 | 29 | 30 | 31 |    |    |

| Пн | Вт | Ср | Чт | Пт | Сб | Вс |
|    |    |    |    |    | 1  | 2  |
| 3  | 4  | 5  | 6  | 7  | 8  | 9  |
| 10 | 11 | 12 | 13 | 14 | 15 | 16 |
| 17 | 18 | 19 | 20 | 21 | 22 | 23 |
| 24 | 25 | 26 | 27 | 28 | 29 | 30 |

| Пн | Вт | Ср | Чт | Пт | Сб | Вс |
| 1  | 2  | 3  | 4  | 5  | 6  | 7  |
| 8  | 9  | 10 | 11 | 12 | 13 | 14 |
| 15 | 16 | 17 | 18 | 19 | 20 | 21 |
| 22 | 23 | 24 | 25 | 26 | 27 | 28 |
| 29 | 30 | 31 |    |    |    |    |

| Пн | Вт | Ср | Чт | Пт | Сб | Вс |
|    |    |    | 1  | 2  | 3  | 4  |
| 5  | 6  | 7  | 8  | 9  | 10 | 11 |
| 12 | 13 | 14 | 15 | 16 | 17 | 18 |
| 19 | 20 | 21 | 22 | 23 | 24 | 25 |
| 26 | 27 | 28 | 29 | 30 |    |    |

| Пн | Вт | Ср | Чт | Пт | Сб | Вс |
|    |    |    |    |    | 1  | 2  |
| 3  | 4  | 5  | 6  | 7  | 8  | 9  |
| 10 | 11 | 12 | 13 | 14 | 15 | 16 |
| 17 | 18 | 19 | 20 | 21 | 22 | 23 |
| 24 | 25 | 26 | 27 | 28 | 29 | 30 |
| 31 |    |    |    |    |    |    |

| Пн | Вт | Ср | Чт | Пт | Сб | Вс |
|    | 1  | 2  | 3  | 4  | 5  | 6  |
| 7  | 8  | 9  | 10 | 11 | 12 | 13 |
| 14 | 15 | 16 | 17 | 18 | 19 | 20 |
| 21 | 22 | 23 | 24 | 25 | 26 | 27 |
| 28 | 29 | 30 | 31 |    |    |    |

| Пн | Вт | Ср | Чт | Пт | Сб | Вс |
|    |    |    |    | 1  | 2  | 3  |
| 4  | 5  | 6  | 7  | 8  | 9  | 10 |
| 11 | 12 | 13 | 14 | 15 | 16 | 17 |
| 18 | 19 | 20 | 21 | 22 | 23 | 24 |
| 25 | 26 | 27 | 28 | 29 | 30 |    |

| Пн | Вт | Ср | Чт | Пт | Сб | Вс |
|    |    |    |    |    |    | 1  |
| 2  | 3  | 4  | 5  | 6  | 7  | 8  |
| 9  | 10 | 11 | 12 | 13 | 14 | 15 |
| 16 | 17 | 18 | 19 | 20 | 21 | 22 |
| 23 | 24 | 25 | 26 | 27 | 28 | 29 |
| 30 | 31 |    |    |    |    |    |

| Пн | Вт | Ср | Чт | Пт | Сб | Вс |
|    |    | 1  | 2  | 3  | 4  | 5  |
| 6  | 7  | 8  | 9  | 10 | 11 | 12 |
| 13 | 14 | 15 | 16 | 17 | 18 | 19 |
| 20 | 21 | 22 | 23 | 24 | 25 | 26 |
| 27 | 28 | 29 | 30 |    |    |    |

| Пн | Вт | Ср | Чт | Пт | Сб | Вс |
|    |    |    |    | 1  | 2  | 3  |
| 4  | 5  | 6  | 7  | 8  | 9  | 10 |
| 11 | 12 | 13 | 14 | 15 | 16 | 17 |
| 18 | 19 | 20 | 21 | 22 | 23 | 24 |
| 25 | 26 | 27 | 28 | 29 | 30 | 31 |

## События
- Серьёзные беспорядки в Лондоне, поводом к которым явились послабления католикам.
- Декларация России о вооружённом нейтралитете на морях. Образование Лиги нейтральных стран, куда вошли Россия, Дания, Швеция, Королевство Пруссия, Австрия, Португалия и Королевство Обеих Сицилий.
- Стачка рабочих в Венеции. Жестоко подавлена.
- 1780—1790 — Иосиф II становится полноправным правителем владений Габсбургов.
- 12 января — в Цюрихе начала выходить газета «Цюрхер Цайтунг» («Zurcher Zeitung»).
- Введение преподавания в Краковском университете на польском языке (вместо латыни).
- В России Слободско-Украинская губерния была преобразована в Харьковское наместничество, центр — Харьков.
- Екатерина Великая своим именным указом первой из европейских правителей разрешила своим подданным-евреям приписываться ко всем сословиям без перемены исповедания, уравняв их тем самым в правах с прочими жителями империи.
- Учреждено Пермское наместничество, центром которого становится Егошихинский завод, переименованный в Пермь.
- Начало англо-майсурской войны. Французский флот адмирала Сюффрена нанёс у берегов Индии ряд поражений англичанам и высадил десант в помощь Хайдер-Али.
- 12 мая — капитуляция осаждённого Чарлстона.
- 19 мая — аномальное астрономическое явление: Чёрный день в 13:25, когда Солнце по неизвестной причине померкло на территории Северной Америки в то время, как Луну в 150 градусах от Солнца наблюдали «видом как кровь» на территории Англии (Библия син.: Откр.6:12 Марк 13:24) («Полный толковый словарь Уэбстера»; газета «Бостон Индепендент Кроникл» от 22.05.1780)
- Весна — взятие англичанами Чарльстона. Август — крупное поражение американцев у Кэмдена. Командование американской Южной армией передано Натаниэлю Грину. Конец года — разоблачено предательство генерала Б. Арнольда.
- Русские промышленники достигли Юкона.
- 9 июля — заключён союзный договор между Россией и Данией.
- 16 августа — разгром американцев британцами близ Камдена.
- 7 октября — Сражение при Кингс-Маунтин.
- 10—16 октября — самый смертоносный ураган в истории Атлантики — Великий ураган 1780 года.
- 1780—1781 — восстание индейцев в Перу под руководством Тупака-Амару II (Хосе Габриэля Кондорканки). Испанцы изгнаны из значительной части страны. С большим трудом испанские войска разбили повстанцев. Тупак-Амару казнён.
- Декабрь — начало Четвёртой англо-голландской войны (1780—1784).
- Камышину указом Екатерины ll присвоен статус города, ранее город назывался Дмитриевск.
- Сарапулу указом Екатерины II присвоен статус города.
- Балашову указом Екатерины II присвоен статус города.
- Усть-Сысольску ныне Сыктывкар указом Екатерины II присвоен статус города.

## Родились
См. также: Категория:Родившиеся в 1780 году

### Январь — Июнь
- 21 января — Рай Санъё, японский мыслитель-конфуцианец, историк, поэт и художник завершающего этапа периода Эдо, автор «Неофициальной истории Японии» (ум. 1832)
- 15 февраля — Альфред Шалон, швейцарский художник-портретист (ум. 1860)
- 7 апреля — Уильям Чаннинг, ведущий проповедник-унитарист США, протестантский писатель (ум. 1842)
- 11 апреля — Жан Мари Леон Дюфур, французский врач и энтомолог (ум. 1865)
- 26 апреля — Готтхильф фон Шуберт, немецкий естествоиспытатель и философ (ум. 1860)
- 29 апреля — Шарль Нодье, французский писатель (ум. 1844)
- 9 мая — Уильям Джон Дуэйн, 11-й министр финансов США (ум. 1865)
- 14 мая — Жюль Огюст Арман Мари Полиньяк, граф, пэр Франции, министр иностранных дел и 8-й премьер-министр Франции накануне Июльской революции 1830 года (ум. 1847)
- 20 мая — Бернардино Ривадавия, руководитель борьбы за независимость Южной Америки, первый президент Аргентины (ум. 1845)
- 21 мая — Элизабет Фрай, английская общественная активистка, реформатор тюремной системы Англии, «ангел тюрем» (ум. 1845)
- 1 июня — Карл Клаузевиц, немецкий генерал и военный теоретик (ум. 1831)

### Июль — Декабрь
- 11 июля — Михаил Иванович Адамс, российский зоолог, ботаник, профессор Московского университета (ум. 1836)
- 27 июля — Анастасио Бустаманте, 4-й, 17-й и 20-й президент Мексики (ум. 1853)
- 17 августа — Игнац Трокслер, швейцарский врач, философ и политик (ум. 1866)
- 19 августа — Пьер Жан Беранже, французский поэт, автор острых политических памфлетов (ум. 1857)
- 21 августа — Ерней Бартол Копитар, словенский языковед, один из основоположников научной славистики, пионер австрославизма (ум. 1844)
- 29 августа — Жан Огюст Доминик Энгр, крупнейший французский живописец неоклассицистского направления (ум. 1867)
- 3 сентября — Генрих Христиан Шумахер, немецкий и датский астроном (ум. 1850)
- 4 сентября — Фёдор (Фридрих-Иосиф) Гааз, русский врач, происходивший из немцев-католиков, «святой доктор» (ум. 1853)
- 24 сентября—Генрих Толленс, наиболее читаемый нидерландский поэт своего времени (ум. 1856)
- 1 октября — Йёран Валенберг, шведский ботаник (ум. 1851)
- 17 октября — Ричард Ментор Джонсон, 9-й вице-президент США, (ум. 1850)
- 4 ноября — Филипп-Поль де Сегюр, французский бригадный генерал, аристократ, мемуарист, автор «Истории Наполеона и его Великой Армии в 1812 году» (ум. 1873)
- 12 ноября — Питер Мориц Ретиф, вождь буров Южной Африки, предводитель Великого Трека (уб. 1838)
- 13 декабря — Вильгельм Карл Нессельроде, граф, русский государственный деятель, канцлер, 5-й министр иностранных дел Российской империи, один из организаторов Священного союза (ум. 1862)
- 20 декабря — Джон Уилсон Крокер, английский политический деятель, литератор (ум. 1857)
- 26 декабря — Мэри Сомервилль, шотландская мемуаристка, математик, эрудит, популяризатор науки (ум. 1872)

### Без точных дат
- Дингисвайо, инкоси Мтетва, первый объединитель родовых групп на востоке Южной Африки (уб. 1817).
- Фульхенсио Йегрос, парагвайский военный и политический деятель, первый глава независимого Парагвая (ум. 1821).
- Василиса Кожина, «Старостиха Василиса», участница Отечественной войны 1812 года (ум. 1840).
- Ранджит Сингх, 1-й махараджа Пенджаба, создатель независимого сикхского государства (ум. 1839).

## Скончались
См. также: Категория:Умершие в 1780 году
- 1 января — Иоганн Людвиг Кребс, немецкий органист и композитор (род. 1713).
- 18 февраля — Кристионас Донелайтис, литовский поэт, зачинатель литовской художественной литературы (род. 1714).
- 3 августа — Этьен Бонно де Кондильяк, французский философ (род. 1715).
- 19 августа — Иоганн Кальб, военачальник американской войны за независимость (род. 1721).
- 17 ноября — Бернардо Беллотто, итальянский художник (род. 1720).